# Porozumienie 11 Listopada
Porozumienie 11 Listopada – koalicja polskich pozaparlamentarnych ugrupowań centroprawicowych i prawicowych, powołana 8 lutego 1994 w oparciu o wcześniejsze porozumienie międzypartyjne z 11 listopada 1993, działająca do 1995.
W jego skład wchodziły:
- Partia Konserwatywna Aleksandra Halla,
- Stronnictwo Ludowo-Chrześcijańskie Artura Balazsa,
- Partia Chrześcijańskich Demokratów Pawła Łączkowskiego,
- Unia Polityki Realnej Janusza Korwin-Mikkego,
- Stronnictwo Narodowo-Demokratyczne Jana Zamoyskiego.

Porozumienie było pierwszą sformalizowaną inicjatywą jednoczenia się licznych istniejących w Polsce w pierwszej połowie lat 90. średnich i małych partii prawicy, które po wyborach parlamentarnych w 1993 znalazły się poza Sejmem.
Koalicja powołała radę polityczną i przedstawiła wspólne założenia programowe z hasłami wolnego rynku, ochrony własności prywatnej, obniżki podatków. Nie popierała także przygotowanego przez NSZZ „Solidarność” tzw. obywatelskiego projektu konstytucji.
W styczniu 1995 tworzące ją partie uzgodniły wspólną strategię na wybory prezydenckie razem z większymi ugrupowaniami wchodzącymi w skład konkurencyjnego Przymierza dla Polski. Podpisania porozumienia odmówiła UPR z uwagi na zapisy dopuszczające współpracę z NSZZ „Solidarność”. Niezdolność do powzięcia chociażby wstępnych wspólnych ustaleń doprowadziła do zaniku działalności porozumienia.
Ostatecznie w pierwszej turze wyborów prezydenckich w 1995 PChD i SND poparły Lecha Wałęsę, PK i SLCh Hannę Gronkiewicz-Waltz, a UPR wystawiła swojego przewodniczącego Janusza Korwin-Mikkego.